# Дорджиев, Санджи Очирович
Санджи́ Очи́рович Дорджи́ев (1928 год, посёлок Ленинский, Целинный район, Калмыцкая автономная область, РСФСР, СССР — 1975 год) — колхозник, чабан, Герой Социалистического Труда (1965). Заслуженный животновод Калмыцкой АССР. Депутат Верховного Совета Калмыцкой АССР.

## Биография
Родился в посёлке Ленинский Целинного района Калмыцкой автономной области. В декабре 1943 года в рамках акции «Улусы» по депортации этнических калмыков был сослан вместе с семьёй в Сибирь, где трудился рабочим в леспромхозе Знаменского района Омской области. В 1958 году возвратился в Калмыкию и стал работать в колхозе «Ленинский» Целинного района Калмыцкой АССР. Был назначен старшим чабаном. В 1961 году вступил в КПСС.
С 1961 по 1964 год бригада чабанов под управлением Санджи Дорджиева дала прибыли на 32.238 рублей. В последующие годы бригада состригала с каждой овцы по 6,2 килограмм шерсти при плане в 4,9 и 5,3 килограммов. За самоотверженный труд и достигнутые успехи в развитии овцеводства был удостоен в 1965 году звания Героя Социалистического Труда.
Участвовал во Всесоюзной выставке ВДНХ, где получил золотую медаль. Избирался депутатом Верховного Совета Калмыцкой АССР.
Память
- В Элисте на Аллее героев установлен барельеф Санджи Очировича Дорджиева.

Награды
- Герой Социалистического Труда — указом Президиума Верховного Совета СССР от 12 марта 1965 года.
- Орден Ленина (1965);
- Орден «Знак Почёта».